# Ходить Гарбуз по городу... (мультфільм)
«Ходить Гарбуз по городу...» — український ляльковий фільм 1997 року студії Укранімафільм, режисер — Валентина Костилєва. Знятий за мотивами однойменного вірша з використанням відомих українських дитячих лічилок, а також відомих українських музичних творів і пісень.

## Сюжет
За мотивами українського фольклору. Жартівлива музична історія про Гарбуза, його кума, його дружину та численних родичів і знайомих. Огірочкам хочеться погратися, дівиці-морквини чекають гідних наречених, якого в результаті Гарбуз з кумом приводять. В мультфільмі зображені українські народні гуляння, обряди, побут та звичайне селянське життя.  

## Натхнення
По-перше сам віршик про Грабуза це одне. Інше, що він доповнений іншими українськими традиціями і творчісттю.  
- Дует Одарки та Карася, з опери "Запорожець за Дунаєм" :  Коли Грабуз приходить до Дині, вони повторюють сцену де Карась приходить до дружини Одарки:  «Відкіля це ти узявся? Де ти досі пропадав? Хоч би бога побоявся! Вдома чом не ночував?» на що Гарбуз, як Карась відповідає: «Ось послухай, що вчинилось... Страх бере мене й тепер! Лишенько, таке зробилось -- трохи-трохи я не вмер!..» А також: «Макоганом руки й ноги. Поламаю -- будеш знать... Щоб на тебе перелоги. Щоб тебе нечистий взяв.»
- Гарбуз грає з Огірочками у пасана, або, іншою назвою у жмурки. Назва гри панас римується зі словами з  притаманної цій грі жмурилки: «- На чому стоїш? -На камені - Що п'єш - Квас - Ану злови нас» ( в варіанті з мульфільму, квас "продають" а не "п'ють"
- Теж далі звучить неповна пісня «Ой ну, котку-рябку» «Ой ну, котку-рябку, Та скопай нам грядку. Малу, невеличку, як із рукавичку. Ми посієм маку та ще й пастернаку. Та насадим квіточок — Забавляти діточок.»
- Уривок з пісні «Цвіте терен, цвіте терен» : «Цвіте терен, цвіте терен, А цвіт опадає. Хто в любові не знається,Той горя не знає.»
- І нарешті слова які часто промовляють і до сьогодення на весіллях у різних варіантах:  ,,Тато й мама просили, і ми просимо" ,,Тато й мама просили ( одружитись), і ми просимо ( прийти до нас на весілля)

## Над фільмом працювали:
- Едуард Кірич (сценарист);
- Валентина Костилєва (режисер);
- Дмитро Чурилов, Мирослава Лашкевич (художники-постановники);
- Світлана Нові, Олександр Ніколаєнко (оператори);
- Олег Ківа (у титрах О. Кива) (композитор);
- Юрій Нечеса, Юрій Щелковський (звукорежисери);
- Жан Таран (мультиплікатор);
- Анатолій Радченко, Олег Педан, Вадим Гахун, І. Душевська, Сергій Мельниченко (художники);
- Ада Лапчинська (асистент режисера);
- Світлана Куценко (редактор);
- Лідія Мокроусова (режисер монтажу);
- В'ячеслав Кілінський (директор фільму).